# Quo elongati

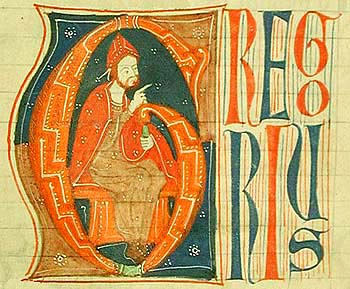
Paus Gregorius IX in een 13e-eeuws handschrift.

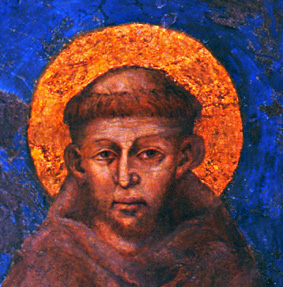
Franciscus van Assisi in een 13e-eeuws fresco.

Quo elongati is een bul door paus Gregorius IX uitgevaardigd op 28 september 1230. De bul geeft toelichting bij de regel van de franciscanen.

## Achtergrond
Franciscus van Assisi stierf in 1226. De regel van zijn orde was in 1223 door paus Honorius III goedgekeurd in de bul Solet annuere. Tijdens de laatste maanden van zijn leven schreef Franciscus echter zijn Testament. Franciscus gaf aan dat dit geen nieuwe regel was, maar stond er wel op dat niemand er inhoudelijk iets aan wijzigde. Het Testament stelde de orde voor problemen, omdat het moeilijk te verzoenen was met ontwikkelingen die bezig waren binnen de orde. Zo stelde het Testament dat er geen verklaringen (glossen) van de regel mochten opgesteld worden en bij problemen mocht geen pauselijke tussenkomst gevraagd worden.
In 1230 werd een generaal kapittel van de franciscanen gehouden. Hier werden onduidelijkheden in de interpretatie van de regel en het Testament vastgesteld. Na het generaal kapittel vroeg een delegatie van de broeders aan de paus toelichting bij de betekenis van hun regel. Quo elongati was het officiële antwoord van paus Gregorius IX.

## Inhoud
Het belangrijkste punt was dat het Testament van Franciscus als niet-bindend werd verklaard. Franciscus had de ministers niet geconsulteerd en had zelf niet de bevoegdheid meer om toekomstige ordeverantwoordelijken te binden. Een ander belangrijk punt was dat Gregorius IX bevestigde dat de franciscanen niets mochten bezitten, noch individueel, noch gemeenschappelijk. Hij stond echter wel toe dat broeders gebruik maakten van zaken die ze nodig hadden voor hun werk, waaronder boeken. Franciscanen mochten in principe geen geld aanvaarden, maar de bul stond toe dat ze een nuntius in hun midden toelieten die de giften voor hen in ontvangst nam. Deze nuntius viel dan niet onder de verantwoordelijkheid van de franciscanen.
Een andere bepaling in de bul is dat de broeders het slotgedeelte in vrouwenkloosters niet meer mochten betreden zonder speciale volmacht. De relatie met de vrouwelijke tak der franciscanen werd op deze manier sterk beperkt.
Verder staan er nog een aantal specifiëringen in over de verkiezing van een nieuwe generale minister en een aantal van zijn verantwoordelijkheden.

## Belang
Quo elongati had als positief effect dat de orde kon groeien en tegemoetkwam aan de geëvolueerde noden. Het overleven in strikte armoede was voor zeer grote aantallen broeders niet meer haalbaar en franciscanen met andere verantwoordelijkheden, zoals onderwijs, hadden behoefte aan het ter beschikking hebben van boeken en andere zaken. Quo elongati zorgde ervoor dat de geest van de orde toch bewaard kon worden in gewijzigde omstandigheden. De bul zorgde dus voor modernisering binnen de franciscaanse geest.
Het negatief effect was dat de bul al sluimerende spanningen versterkte. De broeders die Franciscus nog gekend hadden en op de hoogte waren van zijn interpretaties waren tegenstander van een verdere institutionalisering van de orde en van de afwijkende interpretaties. Zij vormden echter een minderheid. Ook later zagen de aanhangers van een strengere interpretatie van de regel en het Testament de bul Quo elongati als een verraad tegenover Franciscus en de armoede, de usus pauper, die voorschreef dat men geen enkel bezit mocht hebben, noch individueel, noch als groep en dat men zich moest beperken tot het strikt noodzakelijke. De spiritualen waren hiervan de meest uitgesproken aanhangers.
In 1245 verscheen de bul Ordinem vestrum met een tweede regelverklaring. Ordinem vestrum voerde verdere versoepelingen in, maar riep felle reacties op. Het generale kapittel van de orde van 1251 besloot zich vanaf dan terug te richten op Quo elongati.
Een andere felle reactie tegen de bul kwam van Clara van Assisi. Zij vreesde dat ze nu minder lering van de broeders zouden ontvangen en was daardoor zo ontgoocheld dat ze alle broeders uit het klooster stuurde. Die broeders bedelden voor eten voor het klooster. Clara wilde geen broeders die voor het brood voor het lichaam zorgden, nu ze geen broeders meer mochten ontvangen die voor het brood voor de geest zorgden. Hierop liet de paus dit verbod over aan de generale minister van de orde.